# Saltério de Utreque
O Saltério de Utreque (Utrecht, Universiteitsbibliotheek, MS Bibl. Rhenotraiectinae I Nr 32.) é um saltério iluminado do século IX que é uma obra-prima chave da arte carolíngia; é provavelmente o manuscrito mais valioso dos Países Baixos. É famosa por suas 166 ilustrações a caneta vivas, acompanhando cada salmo e os outros textos do manuscrito. 
O propósito preciso dessas ilustrações, e a extensão de sua dependência de modelos anteriores, têm sido questões de controvérsia histórico-artística. O saltério passou o período entre cerca de 1000 a 1640 na Inglaterra, onde teve uma profunda influência na arte anglo-saxônica, dando origem ao que é conhecido como o "estilo de Utreque". Foi copiado pelo menos três vezes na Idade Média. Uma edição fac-símile completa do saltério foi feita em 1875, e outra em 1984.
Os outros textos do livro incluem alguns cânticos e hinos usados no Ofício Divino, incluindo vários cânticos, o Te Deum e o Credo de Atanásio. Este último texto foi objeto de intenso estudo por Thomas Duffus Hardy e outros depois que o interesse acadêmico pelo saltério cresceu no século XIX.

## História e Cópias

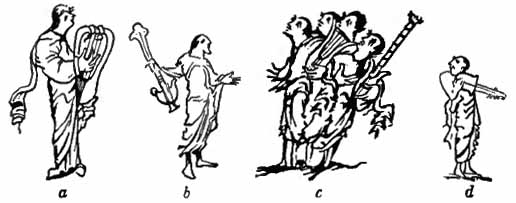
Uma composição de quatro ilustrações de "Saltério de Utreque", onda é mostrada a evolução do sitar em um violão. As imagens, da esquerda para a direita, são do Salmo 150, Salmo 42, Salmo 145, e Salmo 80.

Todo o volume contém 108 folhas de veludo, aproximadamente 13 por 10 polegadas (330 por 250 mm) de tamanho. As páginas são formadas por fascículos de 8 páginas dobradas. Provavelmente havia pelo menos um retrato do autor de Davi no início, e o texto sobrevivente começa com uma grande inicial com entrelaçamento de estilo insular (pintura do topo).